# Cyriades

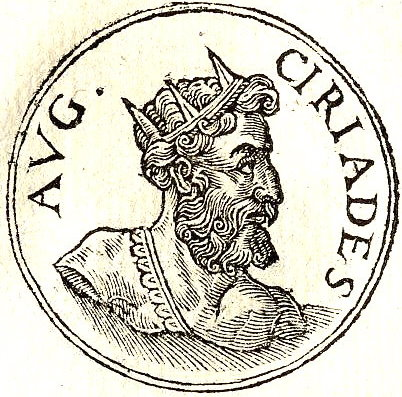
Cyriades

Cyriades of Mareades staat vermeld in de onbetrouwbare Historia Augusta hoofdstuk 2 en behoort tot de Dertig tirannen, pretendenten op de Romeinse keizerstitel. Hij zou actief geweest zijn tussen 250 en 260 ten tijde van keizer Valerianus I.
Cyriades zou de Sassaniden hebben geholpen bij het veroveren van de stad Antiochië in 253. Na de gevangenneming van keizer Valerianus I in 260 door sjah Sjapoer I zou hij als tegenkeizer zijn uitgeroepen.
Een variatie van hetzelfde verhaal komt terug bij latere geschiedschrijvers, maar daar krijgt het hoofpersonage de naam Mareades. Wat zeker is, dat Cyriades of Mareades nooit tot keizer zijn uitgeroepen.